# Åkerbergsheden
Åkerbergsheden är ett naturreservat i Vindelns kommun i Västerbottens län.
Området är naturskyddat sedan 2012 och är 8 hektar stort. Reservatet ligger i östra sluttningen av Åkerberget och består av gamla tallar på sand- och grushedar.